# Menopavza
Menopávza pomeni trajno prenehanje menstruacije, ki traja že nepretrgoma eno leto, in pri ženski označuje konec reproduktivnega obdobja. Običajno nastopi med 45. in 55. letom starosti, vendar lahko nastopi v različnih starostih. 
Kadar nastopi med 40. in 45. letom starosti, govorimo o zgodnji menopavzi, če pa nastopi pred 40. letom starosti, pa o prezgodnji menopavzi.
Menopavza je običajno posledica naravnih sprememb v telesu. Kajenje lahko pospeši nastop menopavze. Lahko je tudi posledica operacije, pri kateri odstranijo jajčnike, ali pa zdravljenja z nekaterimi vrstami kemoterapije. Na fiziološki ravni je menopavza posledica zmanjšanega proizvajanja ženskih spolnih hormonov, estrogena in progesterona, v jajčnikih. Potrditev diagnoze menopavze sicer pogosto ni potrebna, lahko pa se opravi z meritvijo ravni spolnih hormonov v krvi ali seču. Menopavza je nasprotje menarhi, obdobju prve menstruacije pri dekletu.
V letih, preden nastopi menopavza, so menstruacije pogosto neredne, krvavitve lahko trajajo manj časa ali dlje ter so blažje ali močnejše glede na količino izgubljene krvi. Pri ženskah v tem obdobju se pogosto pojavljajo vročinski oblivi, ki običajno trajajo od 30 sekund do 10 minut in so lahko povezani z drgetanjem telesa, nočnim znojenjem in rdečico kože. Vročinski oblivi se lahko pojavljajo štiri do pet let. Drugi simptomi vključujejo vaginalno suhost, težave s spanjem in razpoloženjska nihanja. Hudost simptomov se med ženskami v menopavzalnem obdobju razlikuje.
Poleg omenjenih simptomov lahko nastopijo tudi telesne posledice zmanjšanih ravni ženskih spolnih hormonov, kot so zmanjšana kostna gostota, zvečanje centralne abdominalne maščobe ter poslabšanje lipidov v krvi in žilne funkcije. Posledično se pri postmenopavzalnih ženskah poveča tveganje za kostne zlome ter srčnožilne in presnovne bolezni (na primer za sladkorno bolezen).
Zdravnik običajno opredeli menopavzo na osnovi vsaj enoletne odsotnosti menstrualnih krvavitev. Menopavza se lahko diagnosticira tudi na osnovi znižane ravni hormonov, ki jih izločajo jajčniki. Pri bolnicah, pri katerih so kirurško odstranili maternico, vendar so jajčniki ohranjeni in normalno delujoči, še ne govorimo o menopavzi. Vendar pa pri ženskah po histerektomiji (kirurški odstranitvi maternice) simptomi menopavze pogosto nastopijo bolj zgodaj. Iatrogena menopavza nastopi, če so zaradi medicinskih razlogov odstranjeni tako maternica kot oba jajčnika.
Primarni indikaciji za zdravljenje menopavze sta lajšanje simptomov menopavze in preprečevanje izgube kostne gostote. Zdravljenje lahko učinkovito ublaži zlasti blage simptome. Za ublažitev vročinskih oblivov se priporoča izogibanje kajenju, alkoholu in kofeinu; blagodejno lahko vplivata tudi spanje brez oblačil v hladnem prostoru in uporaba ventilatorja. Najučinkovitejše zdravljenje menopavzalnih simptomov je hormonsko nadomestno zdravljenje. Nehormonske oblike zdravljenja vročinskih oblivov vključujejo kognitivno vedenjsko terapijo, terapevtsko hipnozo ter uporabo gabapentina, fezolinetanta ali  selektivnih zaviralcev ponovnega privzema serotonina. Te oblike zdravljenja ne ublažijo simptomov, kot so bolečine v sklepih ali suhost nožnice, ki se pojavlja pri okoli 55 % žensk v menopavzi. Telesna vadba lahko pomaga pri težavah s spanjem. Zadržki glede uporabe hormonskega nadomestnega zdravljenja, ki so temeljili na starejših raziskavah, danes ne predstavljajo več ovire pri uporabi tega zdravljenja pri sicer zdravih ženskah. Visokokakovostni dokazi o učinkovitosti alternativnih oblik medicine pri zdravljenju menopavze ne obstajajo.

## Izrazje
Sam izraz menopavza pomeni zadnjo menstruacijo, vendar se v praksi določa retrogradno, ko ženska 12 mesecev več nima menstrualnih ciklusov. Po novejšem izrazoslovju, ki so ga strokovnjaki opredelili leta 2012, se za opis reproduktivnih obdobij ženske uporabljajo naslednji izrazi:
- reproduktivno obdobje: od nastopa menarhe (prve menstruacije) do menopavznega prehoda;
- menopavzni prehod: od nastopa nerednih menstrualnih ciklov, ki variirajo za več kot 7 dni do nastopa menopavze;
- menopavza (zadnja menstruacija, ki se pa lahko določi retrogradno po 12 mesecih izostanka vsakršnih menstrualnih ciklov) in
- pomenopavza: obdobje od menopavze do konca življenja.

## Znaki in simptomi
V zgodnjem menopavznem prehodu (obdobju pred nastopom menopavze) ostajajo menstrualni cikli redni, vendar se začnejo razmiki med dvema menstruacijama daljšati. Ravni spolnih hormonov začnejo nihati. Ovulacija lahko v določenih ciklih izostane.
Med menopavznim prehodom in nastopom menopavze (po obdobju enega leta od zadnje menstruacije) se lahko pri ženskah pojavljajo različni simptomi. Pri ženskah, ki že pred vstopom v menopavzni prehod niso imele rednih menstruacij (na primer zaradi predhodnega kirurškega posega, drugih medicinskih razlogov ali neprekinjene uporabe hormonskega zdravljenja), nastopa menopavze ni možno opredeliti z vzorcem mesečnih menstrualnih krvavitev, temveč le na osnovi trajne izgube funkcije jajčnikov.

### Nožnica, maternica in sečni mehur
Med menopavznim prehodom se lahko menstrualni cikel skrajša (običajno za dva do sedem dni); možno je tudi podaljšanje menstrualnih ciklov. Mesečne krvavitve so lahko neredne, lažje ali izrazitejše kot v času pred menopavznim prehodom. Pri ženskah v menopavznem prehodu in v času menopavze so možne krvavitve zunaj pričakovanega menstrualnega vzorca, pri ženskah v pomenopavznem obdobju pa je treba v primeru vsakršne nožnične krvavitve obiskati zdravnika, saj je potreben ustrezen pregled za izključitev morebitne rakave bolezni.
Urogenitalni simptomi, ki se lahko pojavljajo med menopavzo in v pomenopavznem obdobju, vključujejo bolečine pri spolnem odnosu, suhost nožnice, atrofični vaginitis (vnetje nožnice zaradi tanjšanja nožnične sluznice), potrebo po pogostem odvajanju seča …

### Drugi telesni znaki
Najpogostejši telesni simptomi v času menopavze so močno nočno znojenje in vročinski oblivi (imenovani tudi vasomotorični simptomi). Pogoste so tudi motnje spanja in nespečnost. Pojavljajo se lahko tudi telesni simptomi, ki niso specifični za menopavzo, lahko pa jih menopavza poslabša: utrujenost, bolečine v sklepih, okorelost sklepov, bolečina v hrbtu, povečanje tkiva dojk, boleče dojke, palpitacije, glavobol, omotica, suha koža, srbež kože, tanjšanke kože, parestezije (občutek zbadanja v koži), rozacea, prodobivanje telesne teže.

### Razpoloženje in spomin
Ženske v menopavzi pogosto poročajo tudi o duševnih simptomih, vendar ti niso specifični za menopavzo in jih lahko povzročajo drugi dejavniki. Pojavljajo se lahko tesnobnost, težave s spominom, težave z zbranostjo, depresivno razpoloženje, razdražljivost, nihanje razpoloženja in zmanjšanje spolne sle.
Z menopavzo povezane kognitivne motnje se lahko zamenjujejo z blagim kognitivnim upadom, ki predstavlja predstopnjo demence. Obstajajo dokazi za blago poslabšanje verbalnega spomina, ki je morda posledica znižanja ravni estrogena v možganih ali zmanjšanega krvnega pretoka v možganih med vročinskimi oblivi. Ti simptomi pogostoma izzvenijo tekom menopavznega obdobja. Subjektivno zaznavanje težav s spominom in zbranostjo je lahko tudi povezano z drugimi dejavniki, kot sta stres in pomanjkanje spanja.

## Vzrok
Menopavza je pogosto posledica naravnih sprememb v telesu, in sicer prenehanja folikularne aktivnosti jajčnika. Menopavza je pravzaprav zadnja stopnja v procesu staranja jajčnikov. S starostjo se manjša število foliklov v jajčniku, ki predstavljajo rezervo jajčnika. To vodi v neredne menstrualne cikle in naposled do prenehanja menstrualnih krvavitev. Hkrati z zmanjševanjem števila jajčnih celic je čedalje bolj okrnjena tudi kakovost jajčnih celic, kar pripomore k postopoma nižji reproduktivni sposobnosti ženske. Nastop menopavze pa pomeni konec reproduktivega obdobja ženske.
Menopavza je lahko povzročena tudi iatrogeno; gre za tako imenovano inducirano menopavzo in nastopi zaradi medicinskih ukrepov, kot so zdravljenje z nekaterimi citostatiki, obsevalno zdravljenje, ovariektomija (kirurška odstranitev jajčnikov), zaplet po ligaciji jajcevodov, histerektomiji (kirurški odstranitvi maternice), enostranski ali obojestranski salpingovariektomije ali ob uporabi levprorelina.

## Zdravljenje
Težave, povezane z menopavzo, se pri bolnicah obravnavajo individualno. Pomembno je osveščanje o zdravem življenjskem slogu (spodbujanje redne telesne aktivnosti in primerne uravnotežene
prehrane, psihično urejeno življenje, opustitev kajenja in zadosten počitek). Telesna vadba lahko pomaga pri težavah s spanjem. Pri srednje močnih do močnih menopavznih simptomih je najučinkovitejše hormonsko nadomestno zdravljenje in ostaja zdravljenje prvega izbora.  Zadržki glede uporabe hormonskega nadomestnega zdravljenja, ki so temeljili na starejših raziskavah, danes ne predstavljajo več ovire pri uporabi tega zdravljenja pri sicer zdravih ženskah.
Nehormonske oblike zdravljenja vročinskih oblivov vključujejo kognitivno vedenjsko terapijo, terapevtsko hipnozo ter uporabo gabapentina, fezolinetanta ali  selektivnih zaviralcev ponovnega privzema serotonina. Te oblike zdravljenja ne ublažijo simptomov, kot so bolečine v sklepih ali suhost nožnice, ki se pojavlja pri okoli 55 % žensk v menopavzi.
Pri lajšanju menopavznih težav se nekatere ženske odločijo tudi za samozdravljenje, zlasti tiste, ki ne smejo uporabljati nadomestnega hormonskega zdravljenja ali pa ga odklanjajo, ker so bolj naklonjene naravnim metodam zdravljenja. Poznani sta zlasti dve skupini naravnih snovi, ki se na tržišču pojavljajo kot snovi za lajšanje menopavznih/klimakteričnih težav: izvlečki zdravilne rastline grozdnata svetilka (Cimicifuga racemosa) in fitoestrogeni. Uporabljajo se tudi alternativne oblike medicine, vendar visokokakovostni dokazi o njihovi učinkovitosti pri zdravljenju menopavze ne obstajajo.